# Bistum Baton Rouge
Das in den USA gelegene Bistum Baton Rouge (lat.: Dioecesis Rubribaculensis) wurde am 22. Juli 1961 aus dem Erzbistum New Orleans herausgenommen. Es untersteht diesem heute als Suffraganbistum.

## Bischöfe von Baton Rouge
1. Robert Emmet Tracy (1961–1974)
2. Joseph Vincent Sullivan (1974–1982)
3. Stanley Joseph Ott (1983–1992)
4. Alfred Clifton Hughes (1993–2001, dann Koadjutorerzbischof von New Orleans)
5. Robert William Muench (2002–2018)
6. Michael Gerard Duca (seit 2018)

## Weblinks

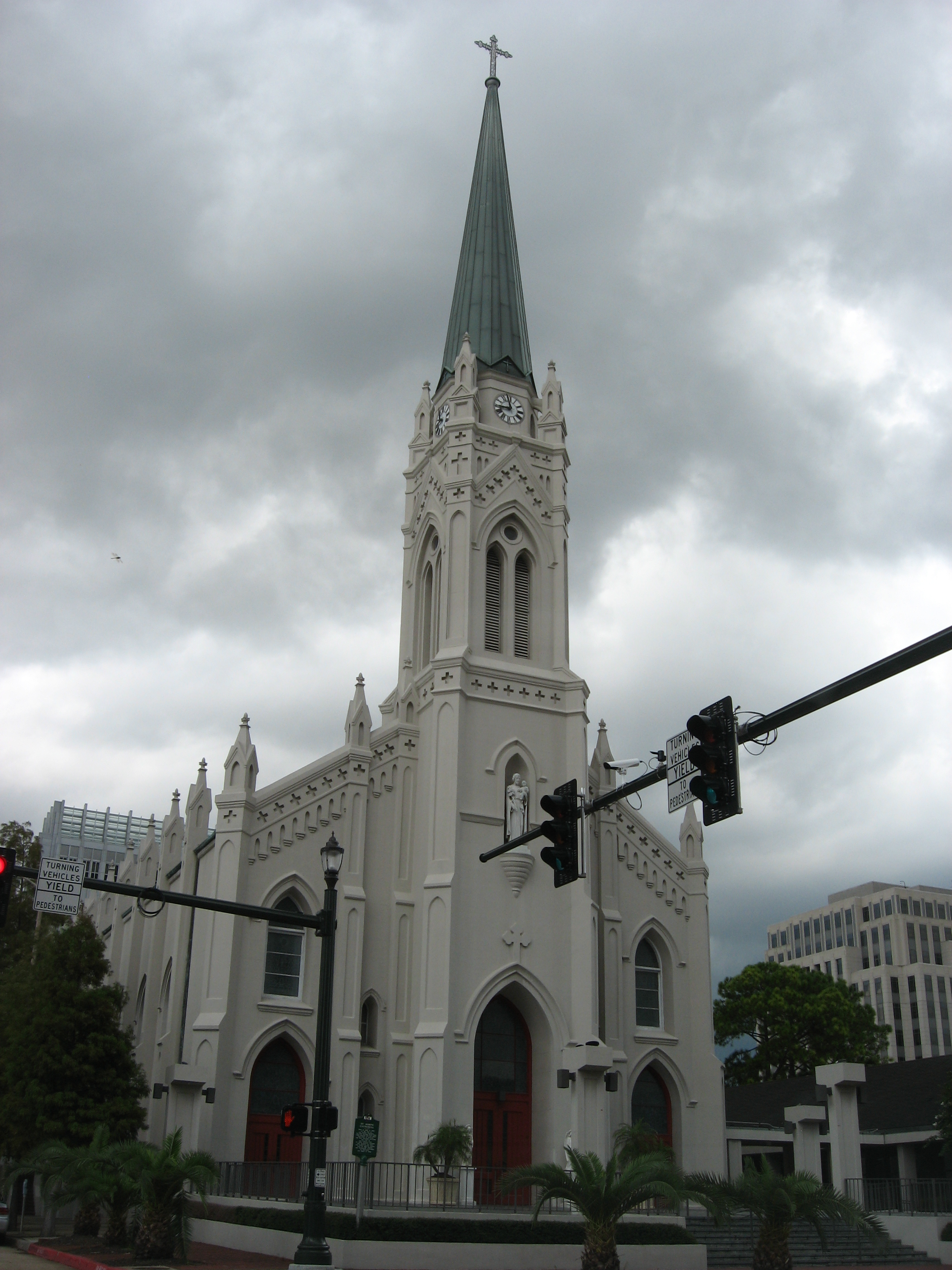
Kathedrale:St. Joseph in Baton Rouge